# روزالین سامرز
روزالین سامرز (انگلیسی: Rosalynn Sumners؛ زادهٔ ۲۰ آوریل ۱۹۶۴) اسکیت‌باز نمایشی اهل ایالات متحده آمریکا است.